# Lorenzo Vigas
Lorenzo Vigas Castes, né en 1967 à Mérida,, est un réalisateur, scénariste et producteur de cinéma vénézuélien.

## Biographie
Lorenzo Vigas est le fils du peintre Oswaldo Vigas,.
Diplômé en biologie moléculaire de l'université de Tampa (Floride), il part étudier le cinéma à New York en 1995 et réalise plusieurs films expérimentaux. De retour au Venezuela en 1998, il réalise la série documentaire Expedición pour la RCTV, puis différents documentaires et films publicitaires. 
Installé au Mexique, il réalise en 2003 le court métrage Los elefantes nunca olvidan (Les éléphants n'oublient jamais), produit par Guillermo Arriaga, qui est présenté au Festival de Cannes. En octobre 2004, ce film remporte le Soleil d'or du meilleur court métrage au XIIIe Festival Biarritz Amérique latine.
Avec son premier long métrage, Desde allá, coscénarisé avec Guillermo Arriaga, il remporte le Lion d'or du meilleur film de la Mostra de Venise 2015.

## Filmographie
- 2003 : Los elefantes nunca olvidan, court métrage
- 2015 : Les Amants de Caracas (Desde allá) (Lion d'or du meilleur film de la Mostra de Venise 2015 et meilleur scénario au Festival international du film de Thessalonique 2015)
- 2016 : El vendedor de orquídeas documentaire sur la vie de son père, décédé en 2014
- 2021 : La caja